# أرنالدو فيلالبا بينيتيز
أرنالدو فيلالبا بينيتيز (بالإسبانية: Arnaldo Villalba Benitez)‏ هو لاعب كرة قدم باراغواياني في مركز الهجوم، ولد في 21 أكتوبر 1978 في باراغواي. لعب مع بي إس إم إس ميدان ورامبلا جونيورز وسيرو بورتينيو.